# 尼格罗尼
尼格罗尼（義大利語：Negroni）是一种流行的意大利鸡尾酒，由一份金酒、一份甜红味美思和一份金巴利组成，使用的酒飾是橙子皮捲。它被认为是一种开胃酒。
制作尼格罗尼的传统方法是在加冰块的洛克杯中搅拌法混和，而不是以摇盪法，最后再以橙子片点缀。在意大利以外的地方经常会使用橙子皮捲来代替橙子片。

## 历史

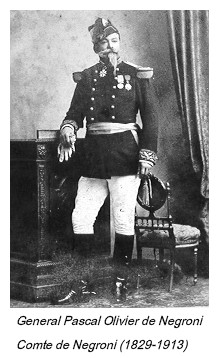
帕斯卡尔·奥利维尔伯爵·德·尼格罗尼将军

虽然这种饮料的起源不详，但最广泛的报道是它于1919年在意大利佛罗伦萨位于托纳布奥尼大街的 Caffè Casoni（原Caffè Giacosa）首次制作，现在叫 Caffè Roberto Cavalli。卡米洛·尼格罗尼（Camillo Negroni ）伯爵要求调酒师福斯科·斯卡塞利（Fosco Scarselli）加入金酒而不是普通的苏打水，以提高他最喜欢的美式鸡尾酒的烈度。调酒师还额外使用了橙子装饰以表明这是一种不同的鸡尾酒，而不是美式鸡尾酒典型的柠檬装饰。
在新的鸡尾酒大获成功后，尼格罗尼家族就在意大利特雷维索成立了尼格罗尼酒厂并生产一种预制的饮料，在1919年以“古老的尼格罗尼”的名义出售。 关于这杯鸡尾酒最早的报道之一来自于1947年奥森·威尔斯（Orson Welles）在罗马拍摄《卡格里奥斯特罗》（Cagliostro）时与《科肖顿论坛报》（Coshocton Tribune）的信件，他在信件中描述了一种名为尼格罗尼的新饮料：“苦精对你的肝脏很好，金酒对你的肝脏不好。它们会互相平衡。”
鸡尾酒历史学家大卫·万德瑞奇（David Wondrich）研究了关于卡米洛·尼格罗尼（Camillo Negroni）的故事，他指出尼格罗尼的伯爵身份值得怀疑，但他的祖父路易吉·尼格罗尼（Luigi Negroni）确实是个伯爵。
帕斯卡尔·奥利维尔伯爵·德·尼格罗尼将军的后人说，他就是1857年在塞内加尔发明这种饮料的尼格罗尼伯爵。1980年的一篇在《科尔斯马汀周日版》的文章说他在1914年左右发明了这种饮料。在《新罕布什尔州联盟领袖》的一篇文章报道了这一争议。

## 变种
- 美國佬：1盎司金巴利，1盎司甜红味美思，一小杯苏打水。
- 花花公子：用威士忌代替金酒。
- 老朋友：同时使用干苦艾酒和加拿大黑麦威士忌。
- Agavoni 或 Tegroni：用龙舌兰酒替金酒。[9]
- 荷兰尼格罗尼：使用荷蘭乾琴酒代替倫敦乾琴酒。[10]
- 费格罗尼：使用潘脱蜜味美思。[11]
- “错误”尼格罗尼：用起泡白葡萄酒或普羅賽克代替金酒 。[12]
- 白尼格罗尼：使用金酒、白麗葉開胃酒和蘇茲龍膽利口酒调制。[13]